# Pseudosiderastrea
Pseudosiderastrea is een geslacht van koralen uit de familie van de Siderastreidae.

## Soorten
- Pseudosiderastrea formosa Pichon, Chuang & Chen, 2012
- Pseudosiderastrea tayamai Yabe & Sugiyama, 1935